# Niecud
Niecud – album zespołu Raz, Dwa, Trzy wydany w 1998 nakładem wytwórni Pomaton EMI.

## Lista utworów
Opracowano na podstawie materiału źródłowego.
1. "Ratuj" – 04:08
2. "Raka" – 04:11
3. "Amulet" – 05:26
4. "Policjantki w Bukareszcie głaszczą cudzoziemca" – 01:45
5. "Czarna Inez" – 03:14
6. "Ona palcem dotyka" – 04:31
7. "Tylko nie płyń tą rzeką" – 05:59
8. "A jeśli bym" – 04:22
9. "Nie tylko dla ciebie" – 04:15
10. "Moja dusza się porusza" – 04:47
11. "Korytarz, czyli policjanci zdziwieni przeciągiem" – 02:39
12. "Niecud" – 04:32
13. "Spójrz - widzę" – 05:02

## Twórcy
Opracowano na podstawie materiału źródłowego.
- Mirosław Kowalik – gitara basowa, kontrabas
- Adam Nowak – gitara klasyczna, śpiew
- Jacek Olejarz – instrumenty perkusyjne
- Grzegorz Szwałek – akordeon, klarnet
- Jarosław Treliński – gitara